# ماريك أوستروفسكي
ماريك أوستروفسكي (بالبولندية: Marek Ostrowski)‏ (و. 1959 – 2017 م) هو لاعب كرة قدم، من بولندا، شارك في كأس العالم لكرة القدم 1986، يلعب كمُدَافِع، توفي في تشوكيراو، عن عمر يناهز 58 عاماً.

## روابط خارجية
- ماريك أوستروفسكي على موقع الاتحاد الدولي (مؤرشف)  (الإنجليزية)
- ماريك أوستروفسكي على موقع قاعدة بيانات كرة القدم.إي يو (الإنجليزية)
- ماريك أوستروفسكي على موقع ناشيونال فوتبول تيمز (الإنجليزية)
- ماريك أوستروفسكي على موقع عالم كرة القدم.نت (الإنجليزية)